# Kreis Mülheim am Rhein
Der Kreis Mülheim am Rhein war von 1816 bis 1932 ein Landkreis im Regierungsbezirk Köln. Er gehörte zunächst zur preußischen Provinz Jülich-Kleve-Berg und ab 1822 zur Rheinprovinz. Kreisstadt war Mülheim am Rhein. Das ehemalige Kreisgebiet gehört heute zur kreisfreien Stadt Köln und zum Rheinisch-Bergischen Kreis.

## Vorgeschichte
Nach der Niederlage von Napoleon Bonaparte in der Völkerschlacht bei Leipzig im Oktober 1813 wurde zur Verwaltung der eroberten Gebiete am 23. Oktober 1813 ein Zentralverwaltungsdepartement etabliert. Im November 1813 wurde auf dem Gebiet des ehemaligen Herzogtums Berg und der Herrschaften Gimborn, Homburg und Wildenburg das Generalgouvernement Berg mit Verwaltungssitz in Düsseldorf gebildet. Am 27. Januar 1814 wurden schließlich im Generalgouvernement vier Kreise mit den Hauptorten Düsseldorf, Elberfeld, Mülheim am Rhein und Wipperfürth unter der Leitung von jeweils einem Kreisdirektor gebildet. Der Kreis Mülheim am Rhein umfasste aus dem  vorher bestehenden Arrondissement Mülheim die Kantone Bensberg, Hennef, Königswinter, Mülheim und Siegburg.

## Verwaltungsgeschichte

Landkreis Mülheim nach einer Tuschezeichnung.

Durch den Wiener Kongress wurde das Großherzogtum Berg am 31. Mai 1815 Preußen zugesprochen. 1816 wurde die preußische Verwaltungseinteilung in Provinzen, Regierungsbezirke und Kreise eingeführt. Dabei wurde auch der Kreis Mülheim am Rhein gegründet, der im Wesentlichen das Gebiet der Kantone Bensberg und Mülheim am Rhein umfasste. Der Kreis war in neun Bürgermeistereien gegliedert, die während der Franzosenzeit als Mairien gegründet worden waren:
- Bürgermeisterei Bensberg (heute Teil von Bergisch Gladbach)
- Bürgermeisterei Gladbach (heute Teil von Bergisch Gladbach)
- Bürgermeisterei Heumar (heute Teil des Stadtbezirks Köln-Porz)
- Bürgermeisterei Merheim (heute Teil der Stadtbezirke Köln-Mülheim und Köln-Kalk)
- Bürgermeisterei Mülheim am Rhein (heute Teil des Stadtbezirkes Köln-Mülheim)
- Bürgermeisterei Odenthal (die heutige Gemeinde Odenthal)
- Bürgermeisterei Overath (die heutige Stadt Overath)
- Bürgermeisterei Rösrath (die heutige Stadt Rösrath)
- Bürgermeisterei Wahn (heute Teil des Stadtbezirks Köln-Porz)

Nach der Einführung der Gemeindeordnung für die Rheinprovinz von 1845 bildeten alle Bürgermeistereien des Kreises jeweils eine Gemeinde.  Mülheim am Rhein und Gladbach erhielten 1856 die Rheinische Städteordnung. Seit 1863 hieß die Stadt Gladbach amtlich Bergisch Gladbach. Das Kreisgebiet umfasste 1885 eine Fläche von 388,43 km².
Am 1. Mai 1901 schied die Stadt Mülheim am Rhein aus dem Kreis aus und wurde ein eigener Stadtkreis. Der Kreissitz des seitdem als Landkreis bezeichneten Kreises verblieb in Mülheim, obwohl der Kreistag am 10. Juli 1913 die Verlagerung des Sitzes nach Bergisch Gladbach als einziger kreisangehöriger Stadt beschlossen hatte. Dieser Beschluss wurde jedoch wegen des nahen Ausbruchs des Ersten Weltkriegs nicht mehr umgesetzt. Merheim wurde am 1. April 1914 zusammen mit der Stadt Mülheim am Rhein in die Stadt Köln eingemeindet.
Heumar wurde 1928 in Porz umbenannt und am 1. Juli 1929 wurden Porz und Wahn zu einer Gemeinde mit dem Namen Porz zusammengeschlossen. Der nunmehr noch aus der Stadt Bergisch Gladbach und den fünf Gemeinden Bensberg, Odenthal, Overath, Porz und Rösrath bestehende Landkreis Mülheim am Rhein wurde am 1. Oktober 1932 mit dem Kreis Wipperfürth zum Rheinisch-Bergischen Kreis mit Sitz in Bergisch Gladbach zusammengeschlossen.

## Einwohnerentwicklung
| Jahr | Einwohner |
| ---- | --------- |
| 1816 | 027.447   |
| 1828 | 032.794   |
| 1871 | 057.821   |
| 1880 | 069.629   |
| 1900 | 106.476   |
| 1910 | 078.938   |
| 1925 | 063.960   |

## Landräte
- 1816–1820: Ludwig Josef von Spies-Büllesheim
- 1820–1821: Franz von Münch-Bellinghausen (auftragsweise)[8]
- 1821–1852: Heinrich Schnabel
- 1831–1832: Friedrich Hohenschutz (vertretungsweise in Abwesenheit von Schnabel)
- 1852–1862: Oskar Danzier
- 1862–1863: Hugo Carl Forst (auftragsweise)
- 1863–1867: Maximilian von Nesselrode-Ehreshoven
- 1867–1868: Wolter Josef Bürgers (interimistisch)
- 1868–1906: Eduard von Niesewand
- 1906–1919: Hermann von Schlechtendal
- 1918–1932: Matthias Eberhard